# Luiséz

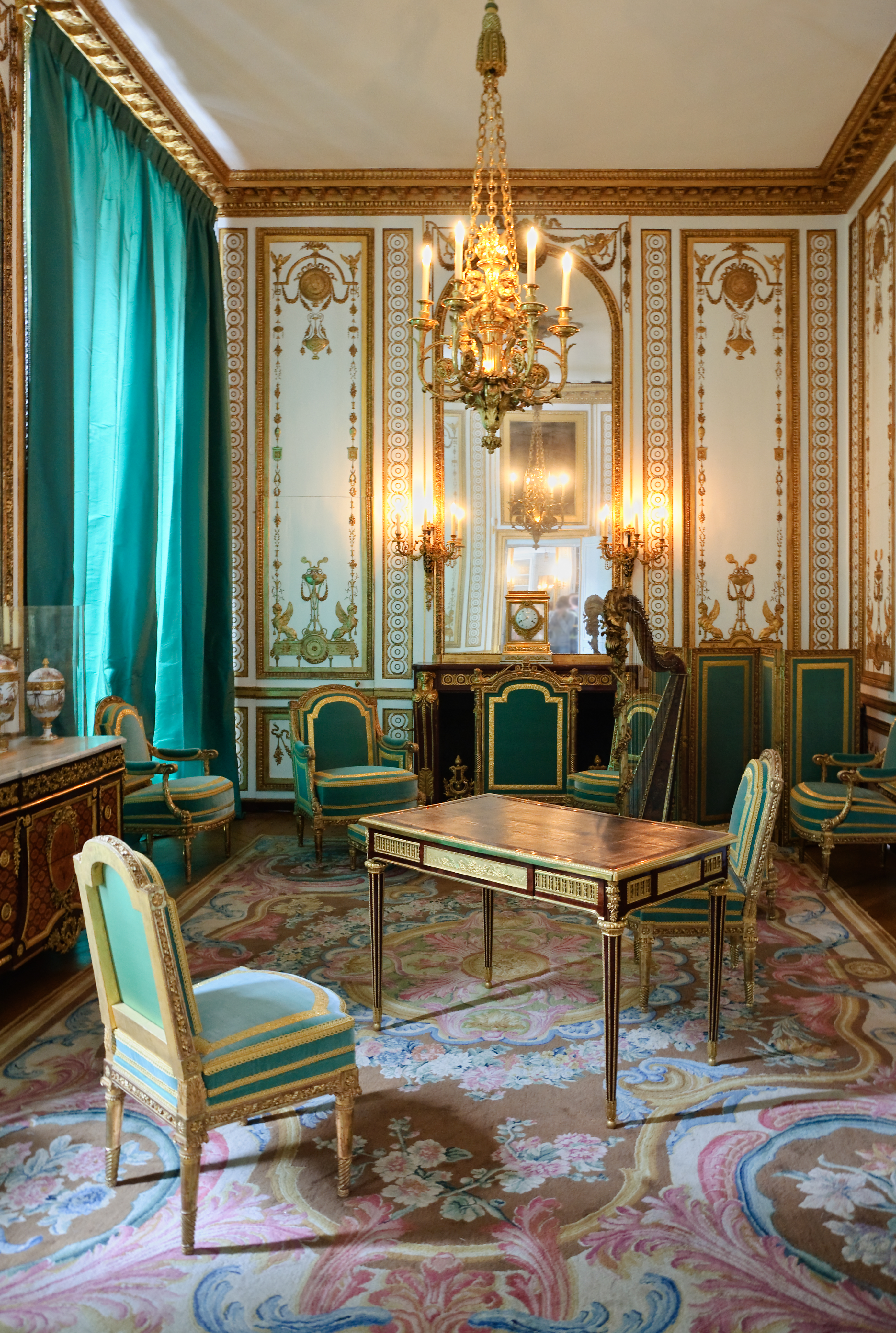
Luisézní interiér: Cabinet doré de la Reine, zámek Versailles

Luiséz také luisézní styl je název pro sloh francouzského původu z konce pozdního baroka a velmi raného klasicismu nazývaný podle Ludvíka XVI. (1774 – 1792), ale formující se již před jeho nástupem na trůn. Luiséz se vyznačuje vavřínovými věnci, festony, stužkami s mašlemi a voluty. Ornamenty se inspirují antikou. Podobně jako rokoko se omezuje pouze na charakteristický ornament.